# Halowy mityng lekkoatletyczny Pedro’s Cup 2005

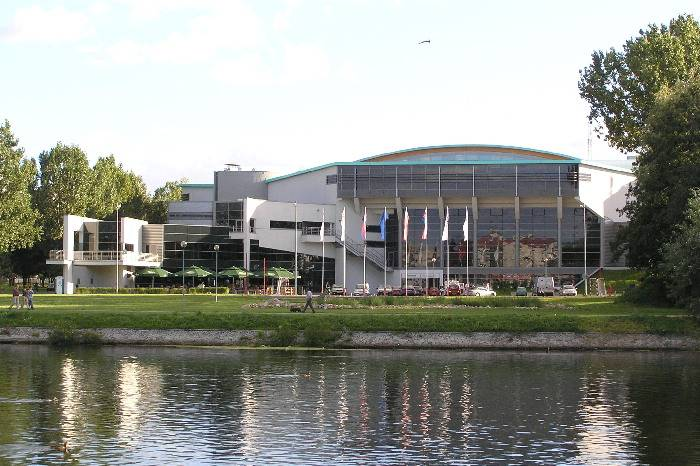
Hala "Łuczniczka" - miejsce rozgrywania mityngu

1. Halowy mityng lekkoatletyczny Pedro’s Cup  – pierwsza edycja halowego mityngu Pedro’s Cup została rozegrana 26 stycznia 2005 w hali "Łuczniczka" w Bydgoszczy. Odbyły się 2 konkurencje: skok o tyczce kobiet oraz skok wzwyż mężczyzn.

## Rezultaty

### Skok o tyczce
| Pozycja | Zawodnik             | Wynik |
| ------- | -------------------- | ----- |
| 1       | Anna Rogowska        | 4,73  |
| 2       | Swietłana Fieofanowa | 4,53  |
| 2       | Monika Pyrek         | 4,53  |
| 4       | Tatjana Połnowa      | 4,53  |
| 5       | Krisztina Molnár     | 4,23  |
| 5       | Anżeła Bałachonowa   | 4,23  |
| 6       | Mary Sauer           | 4,13  |
| 8       | Sabine Schulte       | 4,13  |

### Skok wzwyż mężczyzn
| Pozycja | Zawodnik                | Wynik |
| ------- | ----------------------- | ----- |
| 1       | Jarosław Rybakow        | 2,31  |
| 2       | Jacques Freitag         | 2,28  |
| 3       | Jamie Nieto             | 2,25  |
| 3       | Mark Boswell            | 2,25  |
| 3       | Michał Bieniek          | 2,25  |
| 3       | Robert Wolski           | 2,25  |
| 7       | Aleksander Waleriańczyk | 2,25  |
| 8       | Matt Hemingway          | 2,25  |
| 9       | Nicola Ciotti           | 2,20  |
| 9       | Wiaczesław Woronin      | 2,20  |
| -       | Rafał Kazimierczak      | x     |